# NGC 3303
NGC 3303 (również PGC 31508 lub UGC 5773) – galaktyka spiralna (Sbc/P), znajdująca się w gwiazdozbiorze Lwa. Odkrył ją William Herschel 21 marca 1784 roku. Jest to galaktyka z aktywnym jądrem typu LINER.
NGC 3303 jest w trakcie kolizji z mniejszą galaktyką. Niektóre źródła (np. NED – NASA/IPAC Extragalactic Database) jako obiekt NGC 3303 traktują obie te galaktyki. W Atlasie Osobliwych Galaktyk Haltona Arpa para ta została skatalogowana jako Arp 192.